# Zeina Mickawy
Zeina Mickawy, née le 17 octobre 1998 à Alexandrie, est une joueuse professionnelle de squash représentant l'Égypte. Elle atteint le 20e rang mondial en août 2019, son meilleur classement.

## Biographie
Elle est finaliste du Monte-Carlo Squash Classic en 2017 avant de se qualifier dès le lendemain pour le premier tour du championnat du monde où elle s'incline face à la Française Camille Serme. En avril 2019 au tournoi El Gouna International, elle bat une joueuse du top 20 en la personne de la 16e mondiale Hania El Hammamy et accède au 3e tour. En août 2019, elle intègre pour la première fois le top 20.

## Palmarès

### Titres
- Open d'Espagne de squash 2025

### Finales
- Monte-Carlo Squash Classic : 2017